# Graupaer Bach
Der Graupaer Bach ist ein 6,1 Kilometer langer rechter Zufluss der Elbe mit der Hauptfließrichtung West. Er entspringt östlich des Borsbergs und durchfließt den namensgebenden Pirnaer Stadtteil Graupa, sowie Oberpoyritz und Pillnitz im Süden des Dresdner Stadtbezirks Loschwitz. Entlang der landwirtschaftlich genutzten Flächen gilt der weitgehend begradigte Bach als bedingt naturnahes Gewässer, innerörtlich hingegen ist er an mehreren Stellen verbaut.

## Verlauf
Der Graupaer Bach und seine Nebenflüsse entspringen im Naturraum Wachwitzer-Pillnitzer Hänge (→ Dresdner Elbhänge), der entlang der Lausitzer Überschiebung durch starke Hangneigung auf granodioritischem Untergrund gekennzeichnet ist. Die Quelle liegt östlich des Borsbergs in den nordöstlich von Graupa gelegenen Hängen. Von dort fließt das Bächlein entlang des Sauteichwegs erst südöstlich, bevor es sich vor der Graupaer Ortslage gen Westen richtet. Entlang des nördlichen Grauper Siedlungsrands durchfließt der Bach ein breites Muldental bis zum Freibad Borsbergbad. In diesem kurzen Abschnitt hat der Bach bereits 155 Höhenmeter zurückgelegt, bis zur Mündung werden es noch etwa 40 Höhenmeter sein.
Im weiteren Verlauf fließt der Bach durch Großgraupa und weiter nach Kleingraupa, wo er den Dorfplatz passiert und kurz darauf auf rund 100 Metern die Grenze zwischen Graupa und Oberpoyritz markiert, was zugleich die Stadtgrenze zwischen Pirna (nördlich) und Dresden (südlich) ist. Zum Vergleich: Die gesamte Länge der Stadtgrenze der sächsischen Landeshauptstadt beträgt 139,65 km. Wenige Meter später nimmt der Graupaer Bach den Tiefen Grundbach auf, der durch den Tiefen Grund fließt, ein vom nördlich gelegenen Borsberg bis Kleingraupa zum Teil steil herabführendes Kerbtal, durch das abschnittsweise ebenfalls die gemeinsame Stadtgrenze verläuft.

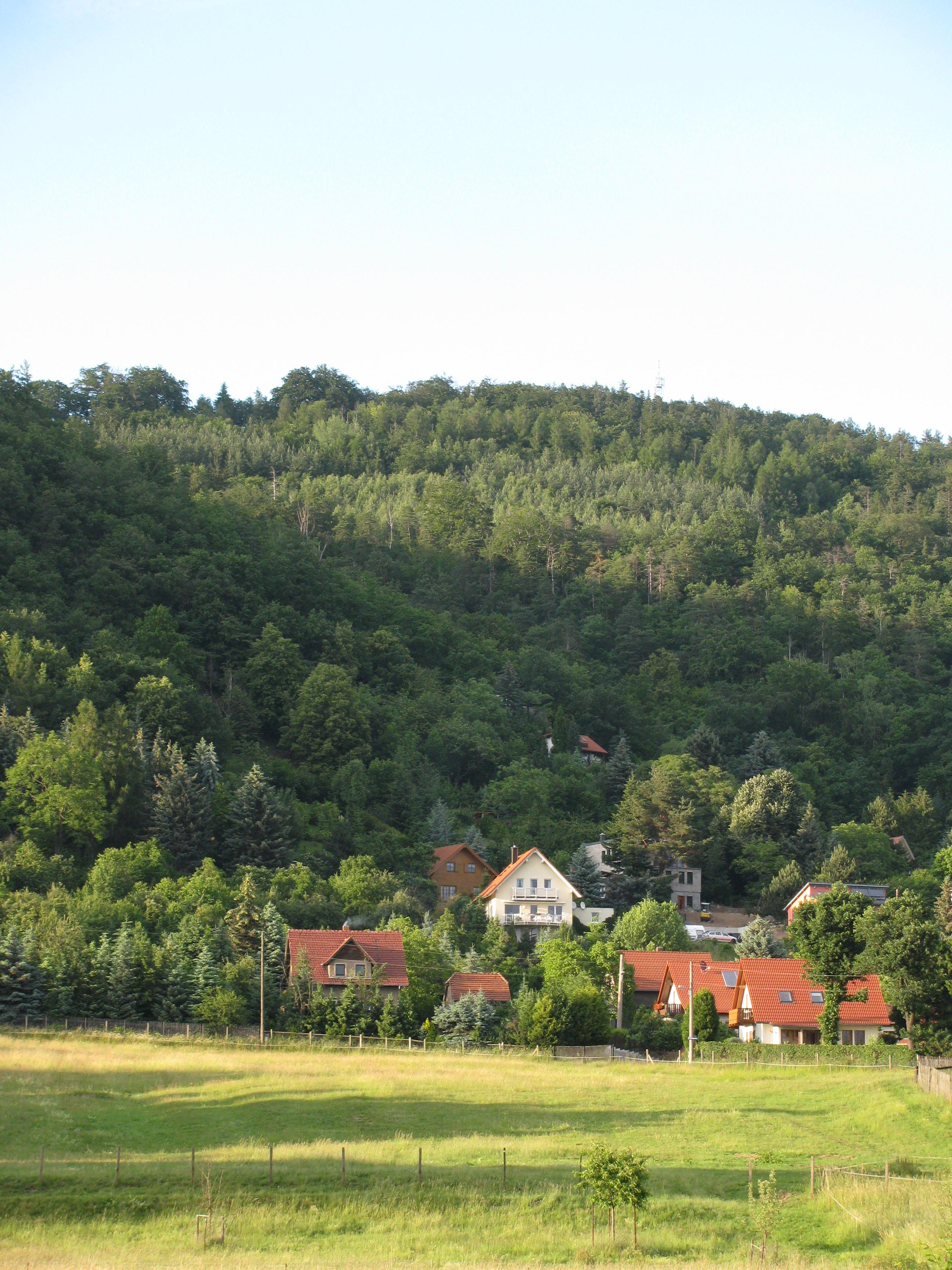
Oberpoyritz am Borsberghang, im Vordergrund ist der Verlauf des Söbrigener Weinberggrabens erkennbar, der Graupaer Bach fließt hingegen hinter dem Betrachter.

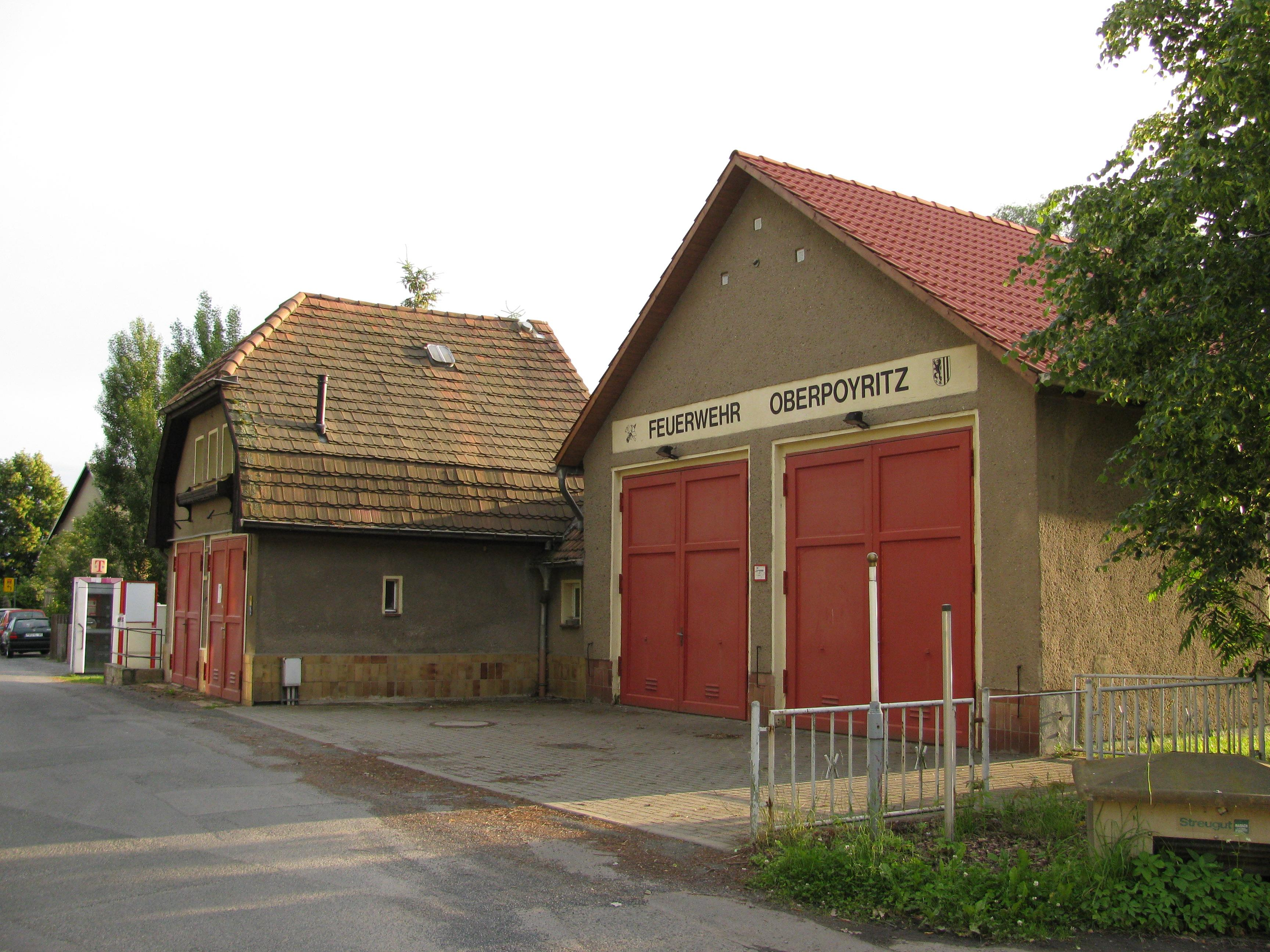
An der ehemaligen Stadtteilfeuerwehr Oberpoyritz unterquert der Graupaer Bach den Dorfplatz (im Foto vor der Telefonzelle)

Der weitere Verlauf des Graupaer Bachs erfolgt in einem begradigten Flussbett in einer landwirtschaftlich genutzten Umgebung nördlich der Graupaer und der Lohmener Straße, bis er in den Oberpoyritzer Ortskern eintritt. Der nun zum Teil mit Ufermauern befestigte und teilweise auch überbaute Bach nimmt am Dorfplatz die ebenfalls von Norden kommende Viehbotsche auf. Nach dem Verlassen des Ortskerns fließt der begradigte Bach im flachen Gefälle erneut durch landwirtschaftlich genutzte Flächen und nimmt den nur wenige hundert Meter langen Söbrigener Weinberggraben auf. Nach dem Passieren des Schöpsdamms befindet sich der Bachlauf etwas südlicher als zuvor.
Ab der Unterquerung der Lohmener Straße (Staatsstraße 167) in Pillnitz fließt der Graupaer Bach in südwestliche Richtung. Kurz vor seiner Mündung nimmt er südlich der Söbrigener Straße linksseitig einen westwärts fließenden Bach aus Söbrigen auf.
Die Mündung in die Elbe erfolgt auf Höhe der Pillnitzer Elbinsel wenige Flussmeter vor der Anlegestelle der Sächsischen Dampfschifffahrt (Weiße Flotte). Auf historischen Karten ist erkennbar, dass die Mündung vor mehreren Jahrhunderten weiter westlich lag, die frühere Mündungsstelle ist inzwischen nicht mehr feststellbar.

## Hochwasser
Die Flächennutzung im Dresdner Abschnitt erfolgt zu über 80 % durch Äcker/Gründland und Wald, wohingegen Siedlungs- und Verkehrsflächen nur einen geringen Teil einnehmen. Im Pirnaer Abschnitt ist es ähnlich.
Der Graupaer Bach hat nur einen geringen Abfluss, sodass er in den Sommermonaten in Graupa scheinbar kein Wasser führt. An der Elbmündung hat er ein mittleres natürliches Niedrigwasser von 0,02 m³/s (= 20 Liter pro Sekunde), beim jährlichen Hochwasser kann die Menge bereits auf das zwanzigfache anschwellen und beim zehnjährigen Hochwasser gar bei 8,3 m³/s liegen. Der steile Oberlauf, Begradigungen des Bachbetts sowie der teilweise Verbau in Siedlungsflächen mit nur kleinen Durchlässen sorgen zum einen dafür, dass der Bach bei Starkregen schnell anschwellen kann, zum anderen kann der Abfluss des Hochwassers insbesondere in den Ortslagen nicht mehr allein im Bachbett erfolgen. Dies führte unter anderem zu Schäden am Dorfplatz in Kleingraupa infolge des Augusthochwassers 2010 sowie zu wochenlangem Rückstau in Pillnitz beim Junihochwasser 2013. Langfristig geplant ist eine Offenlegung einiger verrohrter Abschnitte zur Verbesserung des Hochwasserschutzes.

## Schutzgebiete
Ein Teil des Einzugsgebiets erstreckt sich über das Landschaftsschutzgebiet (LSG) d32 Elbhänge Dresden-Pirna und Schönfelder Hochland, die Mündung befindet sich im weiträumigen FFH-Gebiet Elbtal zwischen Schöna und Mühlberg.
Auf dem Dorfplatz Oberpoyritz steht das Naturdenkmal (ND) 85 Stiel-Eiche Dorfplatz Oberpoyritz, parallel zum Bachlauf vor Pillnitz stehen die Eichen am Schöpsdamm (ND 52), neun stattliche alte Stiel-Eichen. Zu den 50 geschützten Biotopen im Einzugsgebiet gehören Streuobstwiesen, Trocken- und Halbtrockenrasen sowie magere Frisch- und Bergwiesen.

## Belege
1. 1 2 3 4 5 6 7 8 9 10 11 12  Landeshauptstadt Dresden, Der Oberbürgermeister, Umweltamt (Hrsg.): Gewässersteckbrief Graupaer Bach. (dresden.de [PDF; 2,4 MB] Stand: 30. September 2011).
2. ↑  Lage, Fläche, Gebiet. Landeshauptstadt Dresden, abgerufen am 16. Dezember 2016.
3. ↑  Der Tiefe Grund. Heimatverein Graupa, archiviert vom Original am 16. Dezember 2016; abgerufen am 16. Dezember 2016.
4. ↑  Röhricht am Hohlweg. Heimatverein Graupa, archiviert vom Original am 16. Dezember 2016; abgerufen am 16. Dezember 2016.
5. ↑  Ausgetrocknetes Bachbett im Herbst 2018. In: Mapillary. 12. Oktober 2018, abgerufen am 2. November 2018.
6. ↑  Niederschrift 12. Sitzung des Ortschaftsrates Graupa (ORG). (PDF; 74 kB) 2. November 2010, S. 3, archiviert vom Original am 9. Juli 2014; abgerufen am 16. Dezember 2016.
7. ↑  Hochwasserschäden am Graupaer Bach werden beseitigt. Landeshauptstadt Dresden, 1. August 2016, abgerufen am 1. Februar 2017 (Pressemitteilung).
8. ↑  Schutzgebiete nach Naturschutzgesetz. (PDF; 331 kB) In: Umweltatlas 06/2014. Umweltamt der Landeshauptstadt Dresden, S. 6, abgerufen am 16. Dezember 2016.